# Pablo Pozo

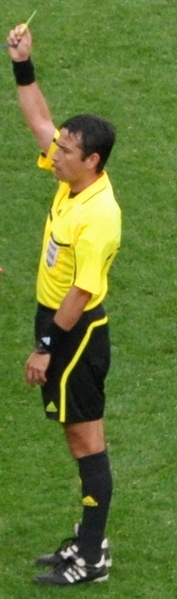
Pablo Pozo

Pablo Antonio Pozo Quinteros (San Vicente de Tagua, 27 maart 1973) is een voormalig Chileens voetbalscheidsrechter.
Hij was scheidsrechter in de Primera División de Chile. In 2008 floot Pozo op de Olympische Spelen in Peking en bij het wereldkampioenschap voetbal voor clubs. Pozo was ook een van de scheidsrechters op het wereldkampioenschap voetbal 2010. Pozo gaf een controversiële rode kaart aan Ricardo Clark van de Verenigde Staten in de wedstrijd tegen Italië in de Confederations Cup 2009, waardoor de Verenigde Staten een uur lang moesten spelen met tien man tegen de regerend wereldkampioen.
Pozo was oorspronkelijk ingedeeld op het WK 2010 voor de wedstrijd tussen Algerije en Slovenië in Johannesburg op zondag 13 juni 2010, maar door een blessure kon hij deze wedstrijd niet leiden. Carlos Batres was zijn vervanger. Op vrijdag 21 juni 2010 was hij scheidsrechter bij de wedstrijd tussen Portugal en Noord-Korea. Op 24 juni 2010 floot hij de wedstrijd tussen Nederland en Kameroen in Kaapstad.

## Interlands
| Datum            | Wedstrijd                 | Uitslag | Competitie         | Kreeg geel | Kreeg voor de tweede keer geel en dus rood | Weggestuurd |
| ---------------- | ------------------------- | ------- | ------------------ | ---------- | ------------------------------------------ | ----------- |
| 18 juni 2008     | Uruguay – Peru            | 6 – 0   | WK-kwalificatie    | 4          | 1                                          | 0           |
| 7 augustus 2008  | Nederland – Nigeria       | 0 – 0   | Olympische Spelen  | 4          | 0                                          | 1           |
| 13 augustus 2008 | Nieuw-Zeeland – België    | 0 – 1   | Olympische Spelen  | 3          | 0                                          | 1           |
| 19 augustus 2008 | Nigeria – België          | 4 – 1   | Olympische Spelen  | 5          | 0                                          | 0           |
| 6 september 2008 | Ecuador – Bolivia         | 3 – 1   | WK-kwalificatie    | 4          | 1                                          | 0           |
| 1 april 2009     | Venezuela – Colombia      | 2 – 0   | WK-kwalificatie    | 5          | 0                                          | 1           |
| 15 juni 2009     | Verenigde Staten – Italië | 1 – 3   | Confederations Cup | 3          | 0                                          | 1           |
| 20 juni 2009     | Spanje – Zuid-Afrika      | 2 – 0   | Confederations Cup | 5          | 0                                          | 0           |
| 11 oktober 2009  | Bolivia – Brazilië        | 2 – 1   | WK-kwalificatie    | 8          | 0                                          | 0           |
| 21 juni 2010     | Portugal – Noord-Korea    | 7 – 0   | WK-eindronde       | 4          | 0                                          | 0           |
| 24 juni 2010     | Kameroen – Nederland      | 1 – 2   | WK-eindronde       | 5          | 0                                          | 0           |